# アタランテ (小惑星)
アタランテ (36 Atalante) は比較的大きくて暗い小惑星帯（メインベルト）の小惑星。1855年10月5日にヘルマン・ゴルトシュミットによって発見された。
ギリシア神話のアタランテーにちなんで名づけられている。